# 北海道美幌高等学校
北海道美幌高等学校（ほっかいどうびほろこうとうがっこう、英: Hokkaido Bihoro High School）は、北海道網走郡美幌町にある公立（道立）の高等学校。

## 沿革
- 1918年 - 美幌実業科補習学校として開校
- 1927年 - 美幌町立美幌実科高等女学校と改称
- 1940年 - 美幌実科高等女学校と改称
- 1943年 - 美幌高等女学校と改称
- 1948年 - 町立美幌高等学校と改称
- 1950年 - 北海道立美幌農業高等学校との統合により北海道美幌高等学校と改称
- 1951年 - 女満別分校を設置
- 1952年 - 女満別分校が北海道女満別高等学校として独立
- 1953年 - 東藻琴分校を設置
- 1957年 - 東藻琴分校が北海道東藻琴高等学校として独立
- 1978年 - 農業系学科（北海道美幌農業高等学校）と普通科を分離する
- 2011年 - 北海道美幌農業高等学校と合併に伴い、当校を（旧）美幌農業高の校舎へ移転。旧美幌高校の校舎は現在は美幌中学校の校舎となっている。
  - 旧住所:〒092-0027  北海道網走郡美幌町字稲美130
　北緯43度49分12.0秒 東経144度7分28.2秒 / 北緯43.820000度 東経144.124500度

## 特色
- 生徒の学力向上の為、放課後講習の実施・朝学習の実施等も行っている。
- 平成18年度より制服の種類を変更。

### 学科
全日制
- 普通科

平成16年度入学生より、進学に特化した「特別進学コース」を設置した。
1年生は通常通り進路希望に関係なく同じ授業を受けるが、2年生からは「特進コース（文系・理系）」と「一般コース」に分かれて授業を受けることとなる。
一般コースは商業技術（簿記・電卓）、情報処理の2科目が追加される。

特進コースを構えてから、大学進学実績は向上している。
※ なお、一般と特進に分けるにあたって人数調整があり、本人の希望に沿ったコースにならない場合もある。
- 生産環境科学科
- 地域資源応用科

## 校訓
- 「汝自身を知れ」

## 教育目標
- 「充実した人生を生きることのできる人間」
  - 創造的思考を高める。
  - 理性と責任をもち、社会における役割を自覚する。
  - 主体的に行動し、自己実現に努める。
  - 情操を豊かにして人間味溢れる人格を養う。
  - 心身を鍛え、耐性を育てる。

## 著名な関係者

### 教職員
- 小池喜孝 - 歴史研究者

### 出身者
- 島田琢郎 - 衆議院議員
- 木村章司- プロボクサー
- 大和田立 - ラグビー選手
- 鈴木牛後 - 俳人
- 岩田公雄 - ジャーナリスト（高3の8月まで）
- 八巻正治 -元尚絅学院大学教授